# Aimee-Ffion Edwards
Pour les articles homonymes, voir Edwards.
Aimee-Ffion Edwards, née le 21 novembre 1987 est une actrice galloise. Son premier rôle, qui l'a fait connaître, est celui de Sketch dans Skins. Elle double également le personnage jouable de l'Archer dans Darkness Rises.

## Biographie
Aimee-Ffion Edwards est née le 21 novembre 1987, à Newport, pays de Galles.
Elle a étudié à la National Youth Arts Wales.

## Filmographie

### Cinéma

#### Longs métrages
- 2014 : Queen and Country de John Boorman : Sophie Adams
- 2020 : L'esprit s'amuse (Blithe Spirit) d'Edward Hall : Edith

#### Courts métrages
- 2007 : Olas de verano de Cesar Talamantes : Madlen Vaughan
- 2012 : Epithet d'Angus Jackson : Rebecca
- 2012 : One Day Some Years Ago de Mark Street : Lisa
- 2014 : Steak Knife de Ben Gutteridge : Julia
- 2016 : Zero Sum de Jimmy Hay : Ruth Sharman

### Télévision

#### Séries télévisées
- 2008 : Skins : Lucy / Sketch
- 2009 : Casualty : Nina
- 2009 : Casualty 1909 : Deborah Lynch
- 2010 : Being Human : La Confrérie de l'étrange (Being Human) : Robin
- 2010 : Londres, police judiciaire (Law and Order : UK) : Kim Baker
- 2011 : Luther : Jenny Jones
- 2011 : Little Crackers : Mary
- 2012 : Walking and Talking : Mary
- 2013 - 2017 / 2022 : Peaky Blinders : Esme Martha Shelby (née Lee)
- 2014 : Inside No. 9 : Katy
- 2014 - 2015 : Detectorists : Sophie
- 2015 : Dans l'ombre des Tudors (Wolf Hall) : Elizabeth Barton
- 2016 : Meurtres au paradis (Death in Paradise) : Sian Evans
- 2017 : Loaded : Abi
- 2018 : Troie : La Chute d'une cité (Troy : Fall of a City) : Cassandre
- 2018 - 2020 : 101, rue des Dalmatiens (101 Dalmatian Street) : La fée / Aribella / Arabella (voix)
- 2018 - 2020 : Thunderbirds : les sentinelles de l'air (Thunderbirds Are Go) : Havoc (voix)
- 2019 : Keeping Faith : Madlen Vaughan
- 2019 : Curfew : Ruby Newman
- 2019 : The Reluctant Landlord : Charlotte
- 2019 : Quatre mariages et un enterrement (Four Weddings and a Funeral) : Tabby
- 2019 : Man Like Mobeen : Miss Aitken
- 2021 : La Guerre des mondes (War of the Worlds) : Isla
- 2022 - 2024 : Slow Horses : Shirley Dander
- 2023 : Dreamland : Leila

#### Téléfilms
- 2014 : A Poet in New York d'Aisling Walsh : Marianne
- 2014 : Under Milk Wood de Pip Broughton : Laugharne (voix)
- 2018 : To Provide All People de Pip Broughton : Une patiente
- 2019 : The Left Behind de Joseph Bullman : Annes
- 2022 : Life and Death in the Warehouse d'Aysha Rafaele et Joseph Bullman : Megan Roberts

## Jeux Vidéo
En 2022, elle apparait dans le jeu vidéo Elden Ring en prêtant sa voix au personnage de Ranni.
Elle interprète par ailleurs la voix de Mio dans le jeu Xenoblade Chronicles 3.